# Alejandro Peñaranda
Alejandro Peñaranda Trujillo (Jamundí, 4 novembre 1993 – Cali, 1º giugno 2018) è stato un calciatore colombiano di ruolo attaccante.

## Biografia
All'età di 24 anni viene ucciso a colpi di pistola mentre si trovava a casa dell'ex compagno di squadra Cristian Borja. Nel corso dell'attacco rimane ferito anche l'altro collega Heisen Izquierdo.

## Palmarès

### Club

#### Competizioni nazionali
- Campionato colombiano: 2

Atlético Nacional: 2013-I, 2013-II
- Copa Colombia: 1

Atlético Nacional: 2013